# آيس أدونيس
آيس أدونيس (الكورية: 노란 복수초)، هو مسلسل تلفزيوني كوري جنوبي من إنتاج سنة 2012. تم بثه من 27 فبراير إلى 30 أغسطس 2012 على تي في إن.

## القصة
هي امراة خسرت كل شي بسبب اتهام باطل، في لحظة مأساوية واحدة، الأخت الشريرة يورا، تأخذ كل شي كان حلو من يون هوا: مستقبل واعد، صديقها المحب، والراحة من عائلتها، عندما تقوم بقتل اخت حبيبها وتلقي التهمة على يون هوا، وهنا تعود يوان هوا للانتقام بعد أن قضت خمس سنوات في السجن.

## الاستقبال
تصدرت مخططات بين البرامج التلفزيونيه الأخرى لمدة 18 اسبوعا متتاليا. مما أدى إلى تمديد الحلقات من 100 إلى 108. تم بيع حقوق التوزيع لاحقا إلى اليابان وتايوان وسنغافورة والفلبين وإندونيسيا.

## روابط خارجية
- الموقع الرسمي
 (بالكورية)
- آيس أدونيس على موقع IMDb (الإنجليزية)
- آيس أدونيس على موقع كينوبويسك (الروسية)
- آيس أدونيس على موقع قاعدة بيانات الفيلم (الإنجليزية)
- آيس أدونيس على هانسينما